# Eupetrichthys angustipes
Eupetrichthys angustipes is een  straalvinnige vissensoort uit de familie van lipvissen (Labridae). De wetenschappelijke naam van de soort is voor het eerst geldig gepubliceerd in 1888 door Ramsay & Ogilby.
De soort staat op de Rode Lijst van de IUCN als niet bedreigd, beoordelingsjaar 2008.